# Société du chemin de fer électrique souterrain Nord-Sud de Paris

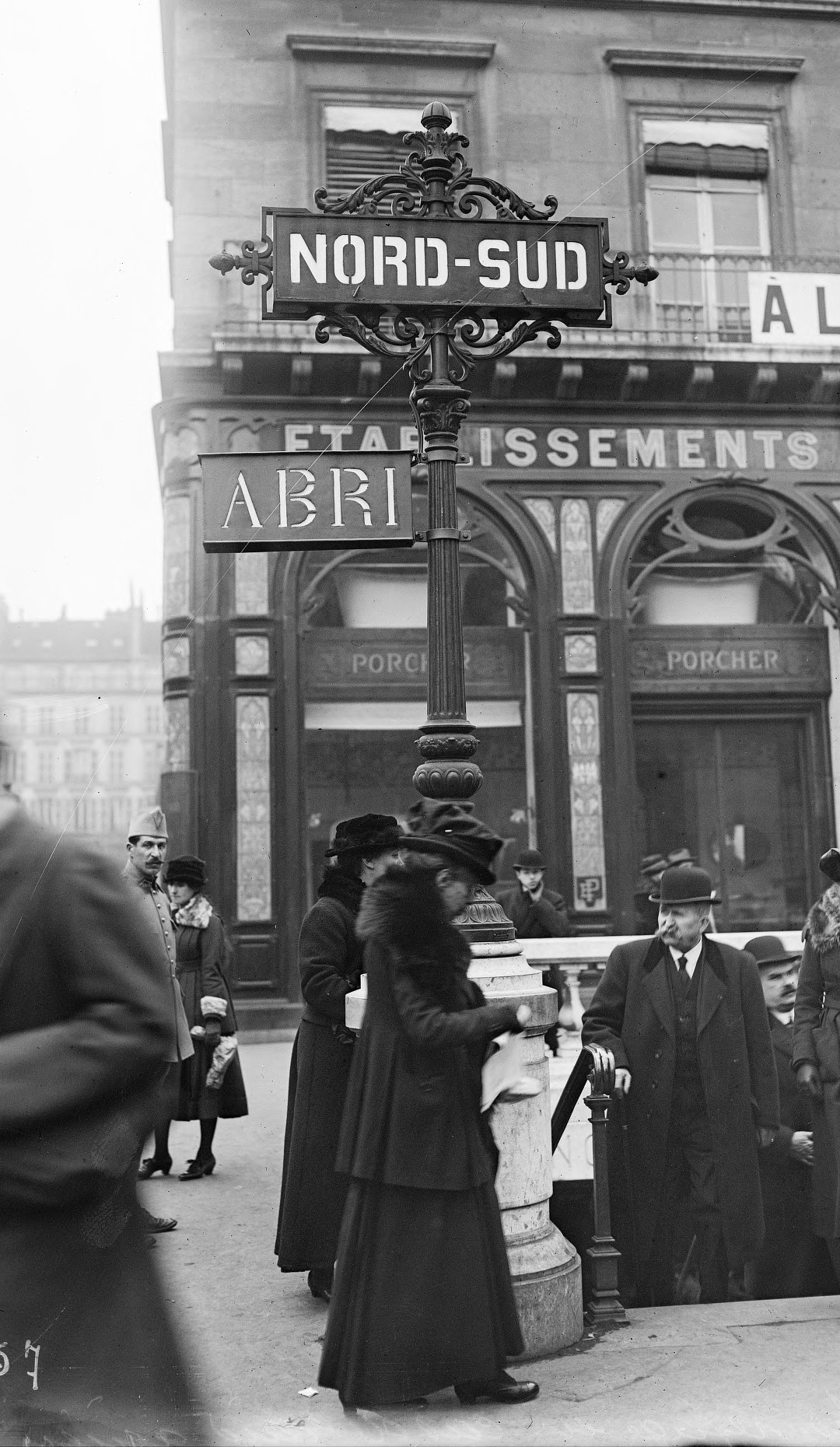
Schriftzug NORD-SUD an einem der Zugänge, ein zusätzliches Schild weist auf den U-Bahnhof als Luftschutzraum hin, 1918

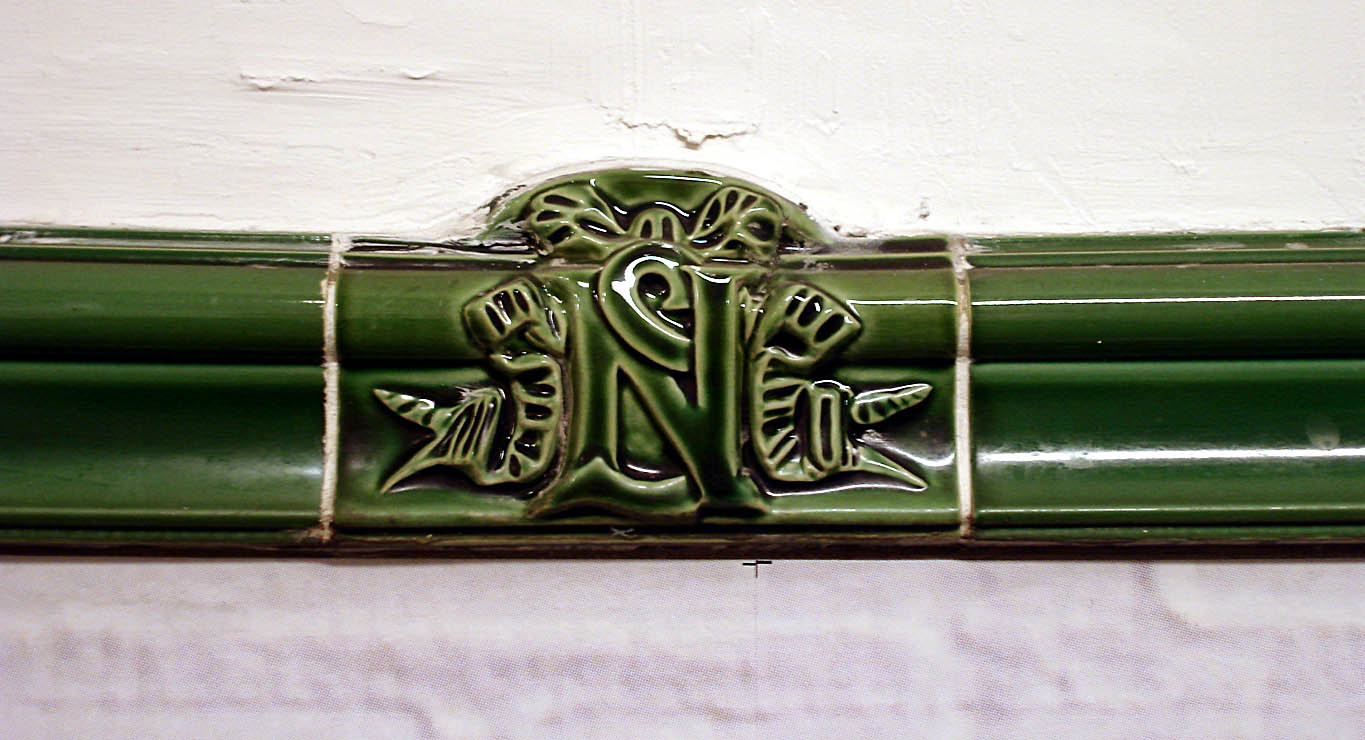
Erhaltenes NS-Logo in der Station Sevres-Babylone, 2008

Die Société du chemin de fer électrique souterrain Nord-Sud de Paris, abgekürzt Nord-Sud oder NS, war ein französisches Eisenbahnunternehmen, das in der ersten Hälfte des 20. Jahrhunderts die ersten Strecken der Métro Paris baute und betrieb.

## Vorgeschichte
Der Ingenieur Jean-Baptiste Berlier hatte der Stadtverordnetenversammlung von Paris bereits 1887 ein Projekt unterirdisch verkehrender elektrischer Straßenbahnen unterbreitet. Deren Strecke sollte vom Bois de Boulogne im Westen der Stadt unter der Avenue des Champs-Élysées und der Rue de Rivoli zum Bois de Vincennes an der östlichen Stadtgrenze führen. Am 4. Juli 1892 erteilte die Stadt die Genehmigung, der Staatsrat erhob jedoch Einspruch. 1895 konnte sich die Stadt gegen den Staat durchsetzen und 1898 begann die Compagnie du chemin de fer métropolitain de Paris (CMP) mit dem Bau einer normalspurigen Unterpflasterbahn, deren Trasse weitgehend dem von Berlier vorgeschlagenen Verlauf folgte. Die Linie A wurde zwischen den Endpunkten Porte Maillot und Porte de Vincennes gebaut, bei ihrer Inbetriebnahme erhielt sie die Liniennummer 1. Als Anerkennung für seine Vorarbeiten bekam Berlier von der Stadt eine Entschädigung in Höhe von 500.000 Francs.

## Geschichte bis zum Ersten Weltkrieg
Im Jahr 1899 legte Berlier mit dem Finanzier Xavier Janicot einen neuen Plan vor. Eine in Nord-Süd-Richtung verlaufende Röhrenbahn sollte die Stadtviertel Montmartre und Montparnasse verbinden und dabei die Bahnhöfe Saint-Lazare, Orsay und Montparnasse berühren. Bau und Betrieb der U-Bahn sowie der Erwerb der Fahrzeuge sollten ausschließlich zu Lasten der Konzessionsinhaber gehen. Zudem sollte die Stadt für jeden beförderten Fahrgast eine Pauschale erhalten.
Die 5542 Meter lange Strecke sollte in Tiefen von 8 bis 38 Meter unter dem Straßenniveau errichtet werden, was Fulgence Bienvenüe, der Planer der Strecken der CMP, angesichts des schwierigen Pariser Untergrunds für problematisch hielt. Zudem stand die Strecke in Konkurrenz zur geplanten Métrolinie 4 der CMP. Während sich Berlier und Janicot bereiterklärten, vom CMP-Netz umsteigende Fahrgäste zu befördern, verweigerte die CMP das im umgekehrten Fall.
Im Dezember 1901 akzeptierte der Rat der Stadt den Berlier-Janicot-Plan, im Juli 1904 dann die angedachten Verlängerungen zu den Stationen Porte de Saint-Ouen und Porte de Versailles. Am 3. April 1905 genehmigte der Staatsrat den Bau der Strecke von der Place des Abbesses (Montmartre) zum Boulevard Edgar Quinet (Montparnasse), am 19. Juli 1905 die Streckenverlängerungen.
Bereits 1902 hatten Berlier und Janicot die Société du chemin de fer électrique souterrain Nord-Sud de Paris gegründet. 1904 wurde sie offiziell Bauträger und Betreiber der geplanten U-Bahn-Strecke. 1905 wurde Georges Bechmann, Ingenieur des Corps des ingénieurs des ponts et chaussées, zum Generaldirektor der Gesellschaft berufen.
Die letztlich genehmigte Strecke wich in mehreren Punkten vom ursprünglichen Plan ab. Von deren Errichtung in großer Tiefe wurde abgesehen und die Trasse nördlich der Seine etwas nach Osten verschoben. Die Zahl der Stationen, und zum Teil deren Lage, wurden verändert. So wurde auf die Station am Boulevard Haussmann, und damit auf eine Umsteigemöglichkeit zur später dort kreuzenden Linie 9 der CMP, verzichtet. Bis April 1908 war die Konzession für eine Linie A von Porte de Versailles nach Jules Joffrin (10.800 m) und einer Zweiglinie B von Saint-Lazare nach Porte de Saint-Ouen (2650 m) erteilt.
Bezüglich des kostenlosen Umsteigens zwischen der Nord-Sud und der CMP wurde nach langem Ringen Ende 1907 eine Einigung erzielt. Die Nord-Sud erklärte sich bereit, dafür der CMP jährlich 150.000 Franc zu zahlen, bei einer Vertragslaufzeit von 39 Jahren.
Schon während der Bauarbeiten für ihre künftige Linie A plante die Nord-Sud deren nordöstliche Verlängerung bis Porte de la Chapelle, wobei die Linie 4 der CMP am heutigen Umsteigebahnhof Marcadet – Poissonniers gekreuzt werden sollte. Eine weitere Nord-Süd-Verbindung sollte als Linie B zudem Montparnasse mit Porte de Vanves verbinden.

### Linie A
Berliers Absicht, um Konflikte mit der Kanalisation zu vermeiden, die Strecke als tiefliegende Röhrenbahn zu bauen, ließ sich im Pariser Untergrund nicht verwirklichen. Sie wurde nach den bereits bei der CMP üblichen Verfahren errichtet, lediglich unter dem Montmartre wurden Tiefen von bis zu 56 m erreicht.
Die Bauarbeiten begannen im Jahr 1907. Als schwierig erwies sich die Unterquerung der Seine östlich des Pont de la Concorde. Zwischen den 671 m voneinander entfernten Stationen Concorde und Chambre des Députés (seit 1989: Assemblée nationale) wurden zwei annähernd parallele Röhren gebohrt, deren Mittenabstand zwischen 5,8 und 18,5 m variiert. Die kreisrunden Bauwerke wurden mit gusseisernen Tübbings verstärkt, deren Innendurchmesser 5 m beträgt. Die Neigungen der Rampen betragen 35,1 ‰ am Nord- und 40 ‰ am Südufer. Die Arbeiten an der Flussunterfahrung dauerten von Juli 1907 bis Juli 1909.
Eine weitere Herausforderung war die Querung des Montmartre-Hügels, der von alten Steinbrüchen geprägt ist. Er wird in großer Tiefe unterfahren, die Station Abbesses liegt knapp 30 m unter der Oberfläche. 24 m tief liegt die benachbarte Station Lamarck – Caulaincourt, die zugleich der höchste Punkt der Strecke ist. Unter der schmalen Rue Notre-Dame-de-Lorette musste der U-Bahnhof Saint-Georges in Form von zwei Teilstationen errichtet werden.

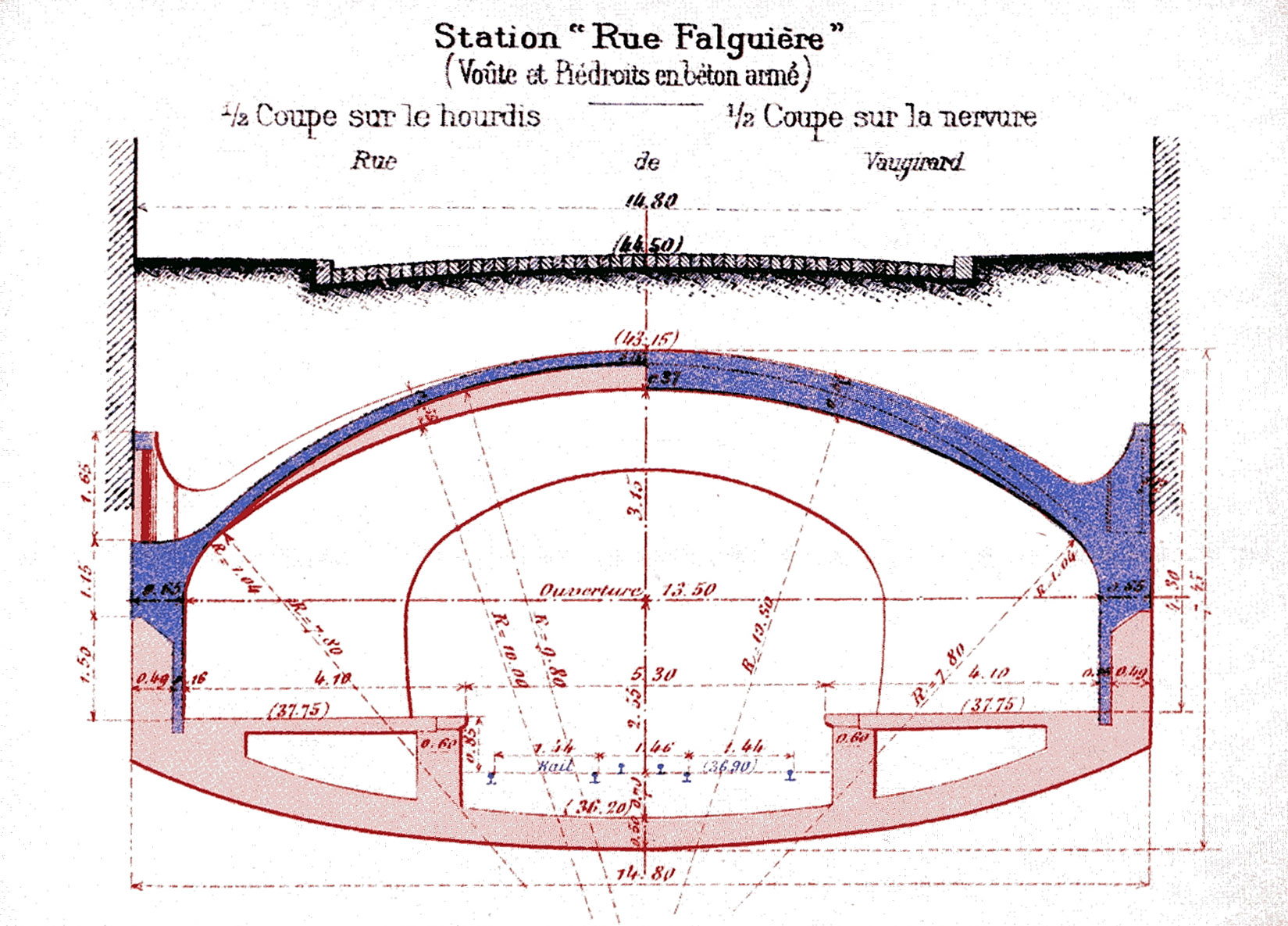
Querschnitt einer typischen Station der Nord-Sud

Anders als bei den von der CMP errichteten Stationen folgen die Seitenwände der Nord-Sud-Stationen im unteren Bereich nicht der Krümmung der Ellipse, sondern verlaufen senkrecht. Da sich die Nord-Sud von der CMP äußerlich unterscheiden wollte, benutzte man andere Fliesen zu ihrer Ausgestaltung mit Stationsschildern in Weiß und Blau. Über den Tunnelmündern wurde jeweils die Fahrtrichtung angegeben.
Im Januar 1910 trat die Seine über die Ufer, das Wasser überflutete auch weite Abschnitte der im Bau befindlichen, aber der Vollendung entgegengehenden Linie A. Trotzdem konnte am 5. November 1910 – zeitgleich mit der Eröffnung der Linie 7 der CMP – zwischen Porte de Versailles und Notre-Dame-de-Lorette der Verkehr aufgenommen werden. Ab dem 8. April 1911 fuhren die Züge weiter bis Pigalle, am 31. Oktober 1912 dann bis Jules Joffrin. Im September 1912 begannen die Bauarbeiten an der Verlängerung bis Porte de la Chapelle, die am 23. August 1916 eröffnet wurde. Dieser Abschnitt ging ungeachtet eines Mangels an Fahrzeugen in Betrieb, da sich der Hersteller im mittlerweile vom deutschen Heer besetzten Teil Frankreichs befand.
Der 1910 eröffnete Betriebshof Ateliers de Vaugirard wurde nördlich der Porte de Versailles errichtet. Er liegt unmittelbar an der Eisenbahnstrecke Petite Ceinture und ist mit ihr durch ein Gleis verbunden.

### Linie B
Die „Déclaration d’utilité publique“ (Feststellung des öffentlichen Nutzens) für die Strecke von Saint-Lazare nach Porte de Saint-Ouen erging am 19. Juli 1905, am 11. Juni 1909 dann die für den Abzweig von La Fourche bis Porte de Clichy.
In der nur 12 m breiten Rue d’Amsterdam musste die Station Berlin (seit 1914: Liège) mit in der Längsrichtung versetzten Bahnsteigen angelegt werden. Der Trennungsbahnhof La Fourche erhielt drei Bahnsteige in zwei Ebenen übereinander. Als schwierig erwies sich die Querung des 6 m hohen Abwasserkanals „Collecteur de Clichy“ an der Endstation Porte de Clichy. Dort erhielt die Strecke, abweichend von den Gepflogenheiten der Nord-Sud, eine Endschleife.
Der Hauptast von Saint-Lazare nach Porte de Saint-Ouen ging am 26. Februar 1911 in Betrieb, die Zweigstrecke folgte am 20. Januar 1912. Seitdem fuhren die nordwärts verkehrenden Züge abwechselnd einen der beiden Endpunkte an. Die Linie B bediente dichtbesiedelte Arbeiterbezirke, was zu einer starken Auslastung führte. Für die Wagen der 1. Klasse bestand auf dieser Linie jedoch kein ausreichender Bedarf, so dass sie als erste Pariser U-Bahn-Wagen in gemischtklassige Fahrzeuge umgebaut wurden.

### Linie C
Drittes Projekt der Nord-Sud war eine Linie von Porte de Vanves nach Montparnasse, deren „Déclaration d’utilité publique“ im Juli 1912 erfolgte. Die Linie C wurde aber von der Nord-Sud nicht realisiert. Sie wurde erst 1937 als Linie 14 der CMP eröffnet.

## Fahrzeuge

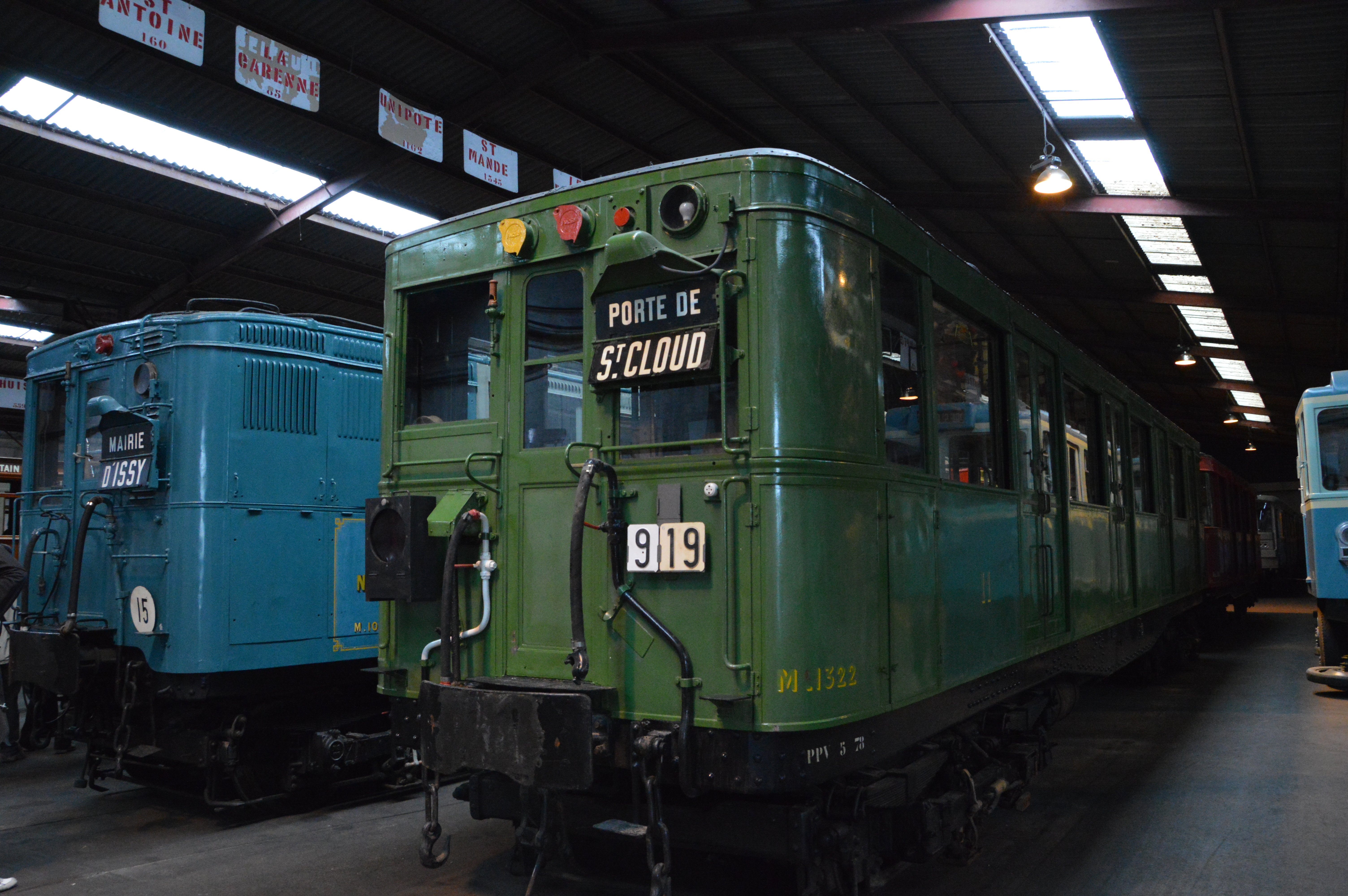
Triebwagen von CMP (vorn) und Nord-Sud (hinten) in der Sammlung historischer Fahrzeuge der RATP

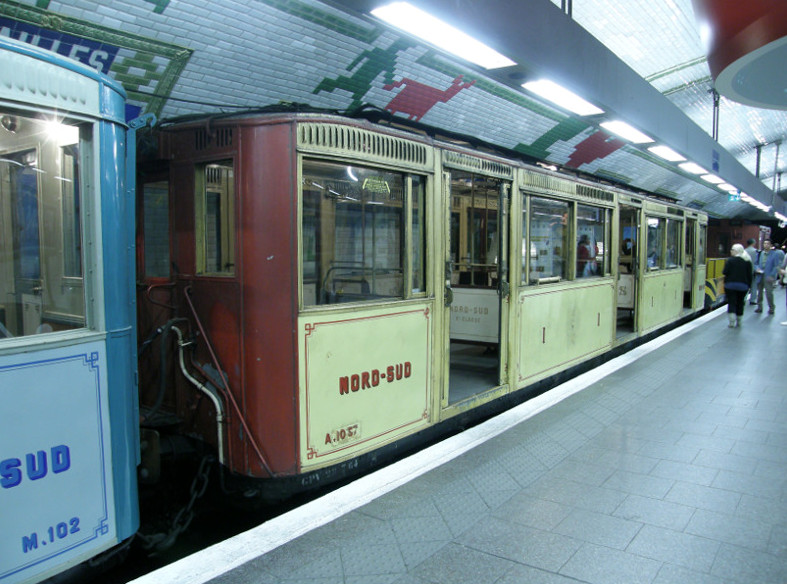
Beiwagen 1. Klasse

Die Nord-Sud beschaffte von Anfang an Züge der Bauart Sprague-Thomson, sie wurden im Zeitraum 1909 bis 1925 gebaut. Solche Fahrzeuge liefen bereits im Netz der CMP, von deren Erfahrungen die Nord-Sud profitieren konnte. Die Nord-Sud-Triebwagen waren allerdings stärker motorisiert, schwerer und geringfügig breiter. Bezüglich der Stromversorgung wichen die Nord-Sud-Triebwagen ebenfalls von denen der CMP ab: sie besaßen nicht nur Schleifschuhe für die Stromabnahme an den Stromschienen, sondern auch kleine Pantographen auf dem Wagendach. Im Normalbetrieb erhielt der führende Triebwagen seinen Strom (+600 V) aus dem Fahrdraht, der Triebwagen am Zugschluss (−600 V) aus der seitlichen Stromschiene. Die Rückleitung des Stroms erfolgte über die Räder und Schienen. Diese Lösung wurde gewählt, da die Nord-Süd nicht genügend Flächen für ausreichend nah beieinanderliegende Unterwerke erwerben konnte. Im Notfall konnte der Zug auch nur mit einem der beiden Systeme bewegt werden.
Die Trieb- und Beiwagen waren 13,60 m lang und 2,40 m breit. Die Aufbauten bestanden aus Ganzmetall mit drei Doppeltüren pro Wagenseite. Im Gegensatz zu den braunen Fahrzeugen der CMP waren sie in hellen Farben – vorwiegend graue Wagenkästen mit blauen Führerständen – gehalten. Die Züge führten einen Beiwagen der 1. Wagenklasse, dessen Seitenwände davon abweichend cremefarben und dessen Fronten rot lackiert waren.

## Stationen
Die Decken und Sohlen der Stationen weisen elliptische Querschnitte auf. In der Höhe weichen sie geringfügig von denen der CMP ab, um die Installation des Fahrdrahts zu ermöglichen. Daher haben die Seitenwände einen senkrechten Anteil, während die der CMP durchgehend gekrümmt sind.
Die Nord-Sud war bemüht, ihre Stationen und deren Zugänge von denen der CMP optisch abzugrenzen. Von den weiß gefliesten Wänden mit anspruchsvollerem Decor hoben sich die zahlreichen Stationsschilder ab, die ebenfalls aus Fliesen, mit weißer Schrift auf dunkelblauem Grund, bestanden. Über den Öffnungen der Streckentunnel wiesen gebogene Schriften auf die jeweilige Fahrtrichtung hin. Am Bahnhof Saint-Lazare entstand eine großzügig angelegte unterirdische Umsteigehalle.
An den Zugängen wiesen Schilder mit der Aufschrift NORD-SUD anstelle des Schriftzugs MÉTROPOLITAIN (bei der CMP) auf die Stationen hin. Zudem wurden, anders als bei der CMP, der Stationsname und der Linienverlauf angezeigt. Das Design der Zugänge stammte von Adolphe Dervaux.

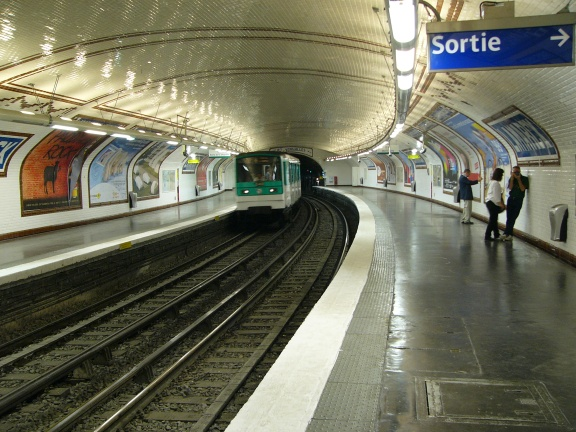
Seitenwände mit senkrechtem Anteil, Station Lamarck – Caulaincourt
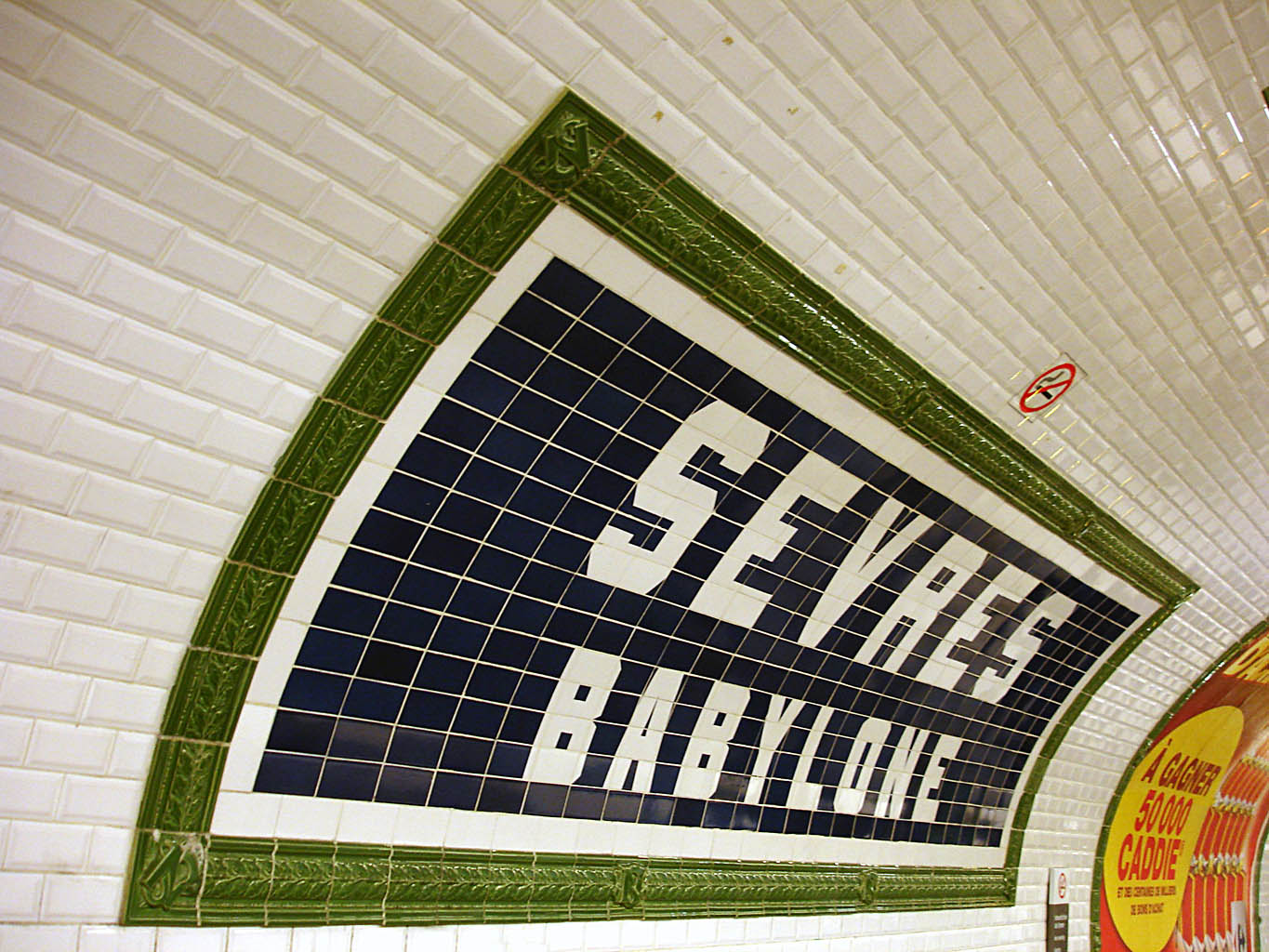
Stationsschild aus Fliesen
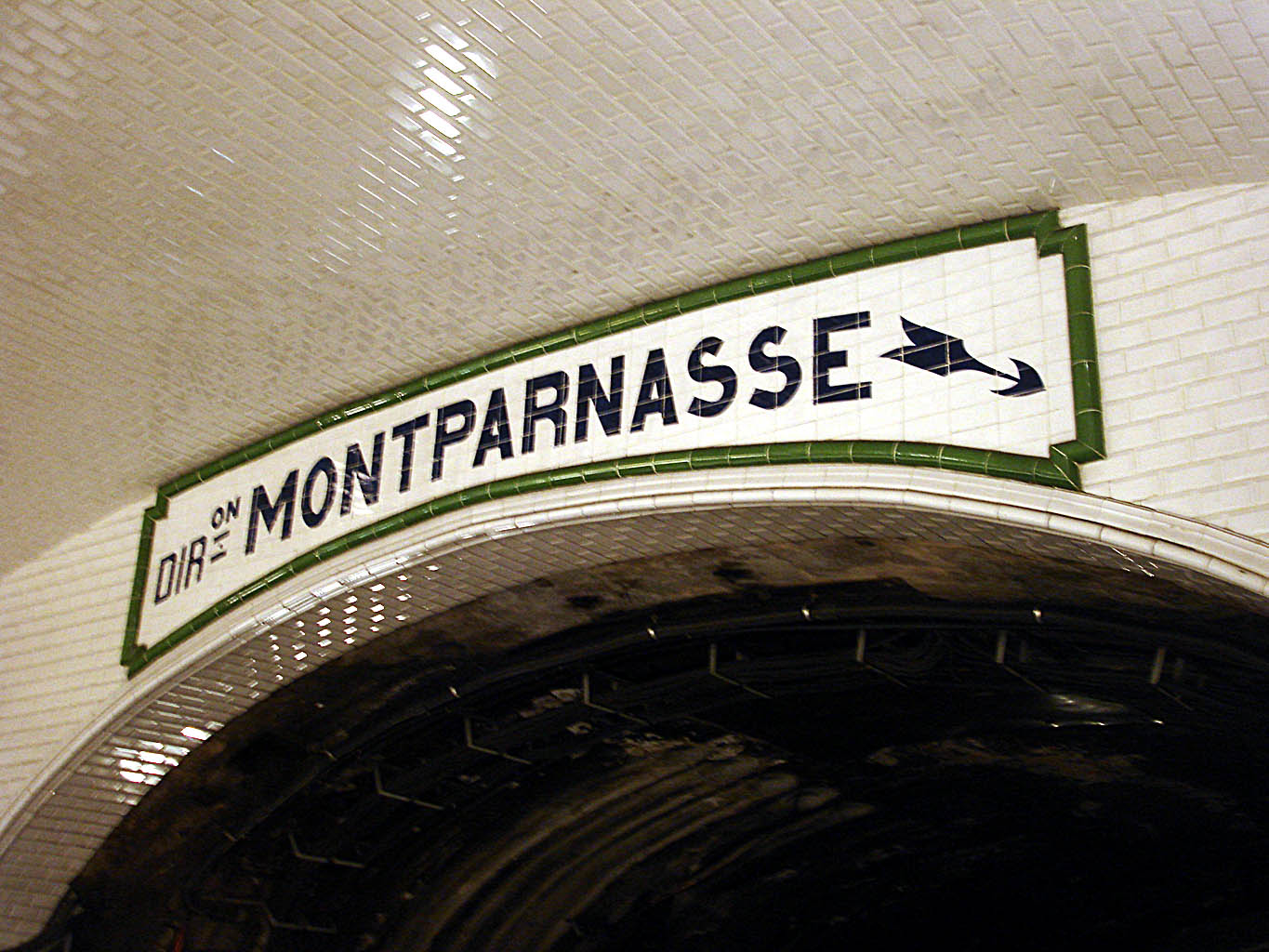
Richtungsanzeige über dem Tunnelmund
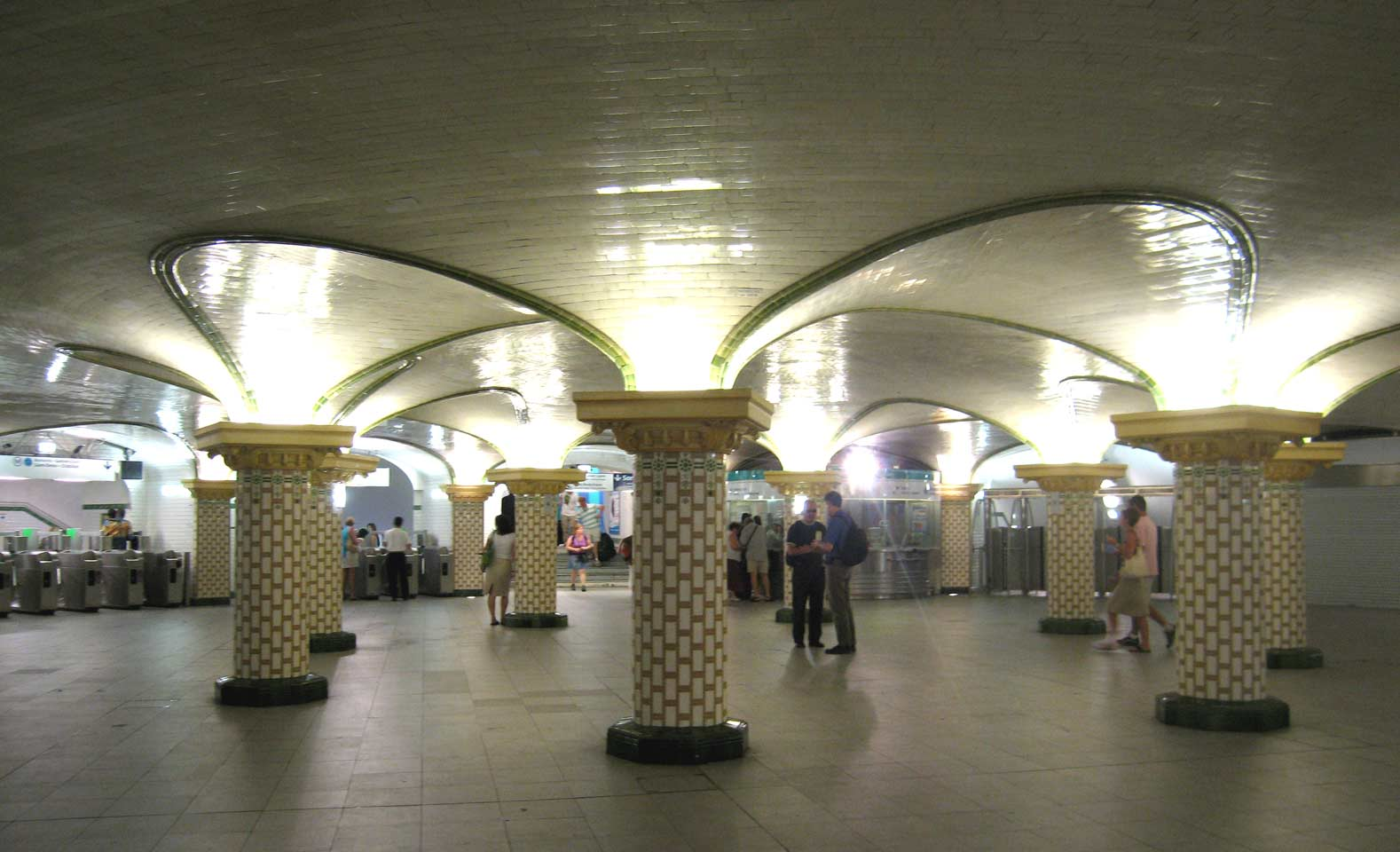
Umsteigehalle Saint-Lazare, 2006

## Geschichte ab 1914

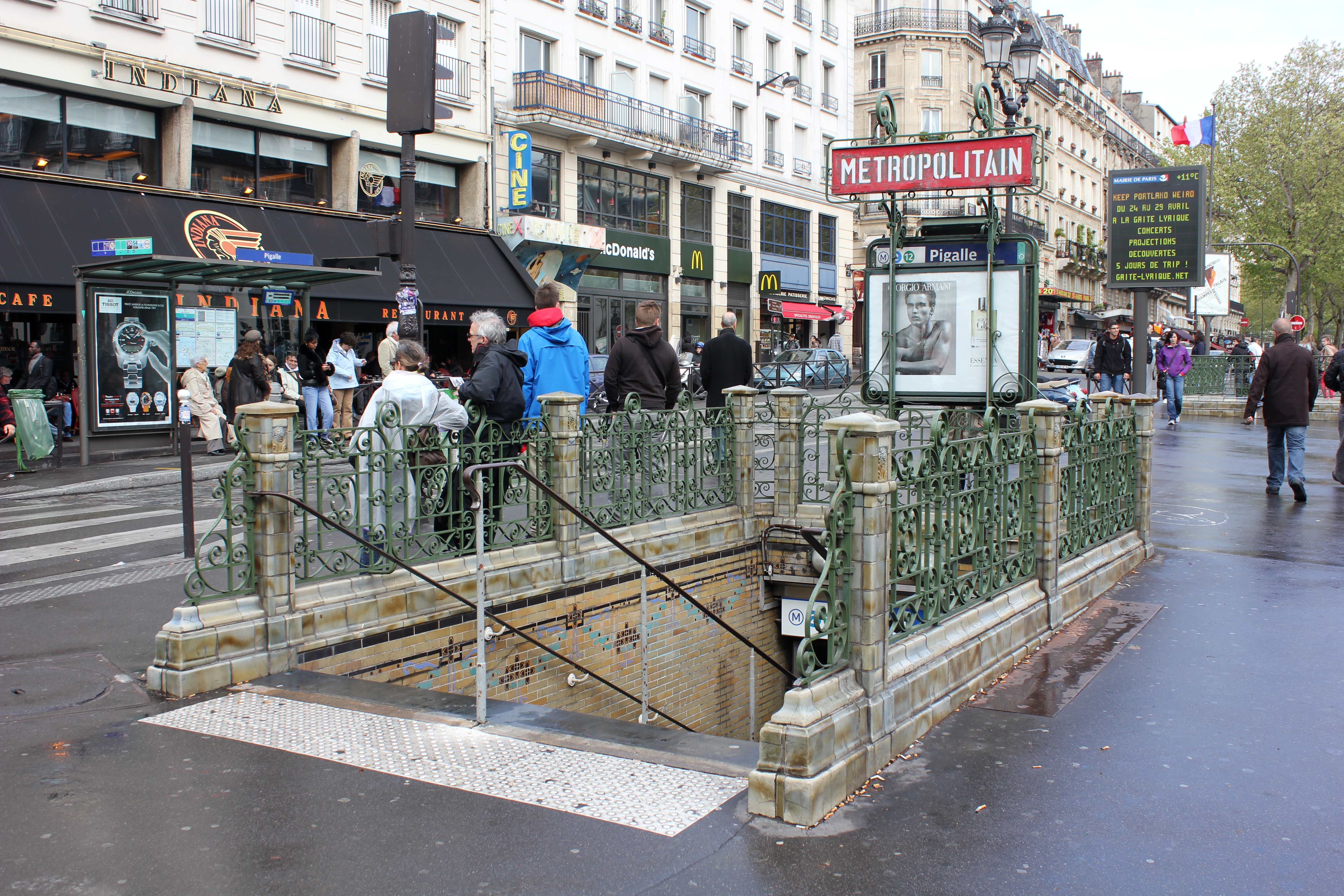
Von Adolphe Dervaux gestalteter Zugang, 1930 wurde der Schriftzug NORD-SUD durch METROPOLIAIN ersetzt

1914 hatten die Baukosten eine Höhe von 141 Millionen Francs erreicht. Trotz des Krieges wurde an der Linie A weitergebaut und am 23. August 1916 der nördliche Endabschnitt eröffnet. Zugleich musste die Nord-Sud in ihren Werkstätten Bomben herstellen, und der Krieg verschärfte die finanzielle Lage der Gesellschaft.
Eine Anhebung der Fahrpreise im Jahr 1920 führte nur zu einer 98-prozentigen Deckung der Ausgaben, da die Kohle (zur Erzeugung der elektrischen Energie) teurer geworden war und neue Vergünstigungen für das Personal finanziert werden mussten. Um eine Insolvenz abzuwenden wurden neue Verhandlungen mit der öffentlichen Hand aufgenommen. Im Juli 1921 wurde eine Übereinkunft erzielt: die Stadt Paris erhielt die umfassende Kontrolle über die Finanzen der Gesellschaft und garantierte im Gegenzug deren Überleben. Dennoch dauerte es bis 1925, ehe die Nord-Sud wieder „schwarze Zahlen“ schrieb.
Xavier Janicot und Georges Bechmann verstarben im Jahr 1927. 1928 wurde der Ruf nach einer Übernahme der Gesellschaften CMP und Nord-Sud durch die Stadt Paris lauter, zumal die Konzession der Nord-Sud am 1. Januar 1931 erlöschen würde. Die CMP, die zunächst die Nord-Sud als künftige „natürliche Beute“ betrachtet hatte, strebte daher eine rasche Vereinigung der beiden Gesellschaften an, der eine außerordentliche Hauptversammlung der Nord-Sud am 22. Mai 1929 zustimmte. Am 1. Januar 1930 wurde die Fusion zum Chemin de fer métropolitain de Paris vollzogen, die Société du chemin de fer électrique souterrain Nord-Sud de Paris war Geschichte.

## Epilog
1937 verfügte die CMP über 114 Triebwagen der vormaligen Nord-Sud, dazu 100 Beiwagen der 2. und 51 der 1. Wagenklasse.
Die neue Gesellschaft bestand bis 1945. Anfang Januar jenes Jahres wurde sie von der Administration Provisoire des Transports Parisiens (APTP) abgelöst, diese wiederum am 1. Januar 1949 von der Régie autonome des transports Parisiens (RATP).
Die Linie A der Nord-Sud ist mit der heutigen Linie 12 identisch, an beiden Enden wurde sie um kurze Abschnitte verlängert. Bestandteil der Linie 13, die sich als eine von zwei Pariser Linien verzweigt, ist die ehemalige Linie B.
Sprague-Thomson-Züge der Bauart Nord-Sud liefen bis zu ihrer Ausmusterung im Jahr 1972 auf der Linie 12.